# ペトロー・モヒーラ
ペトロー・モヒーラ（ウクライナ語: Петро Могила、1596年12月21日 - 1647年12月22日）は、モルダヴィア公国の貴族、モヒーラ家出身のポーランド・リトアニア共和国の政治家・聖職者である。

## 概要
青年時代は軍人としてオスマン帝国との1620年のツェツォラの戦い、1621年のホティンの戦いにおいて功名を立てた。しかし修道への希望を持つようになり、1625年にキエフ洞窟大修道院で剪髪を受けた。1627年に同大修道院の掌院となり、ウクライナにおける正教会の復興と改革に務めた。1632年には、イエズス会のカレッジをモデルにキエフ・モヒーラ・カレッジを創立した。また、同年にキエフ洞窟大修道院において正教関係文献の出版を開始した。1629年には、聖体礼儀の改革を行った。1633年にキエフ、ハールィチおよび全ルーシの府主教、ならびにコンスタンディヌーポリ総主教の総主教代理となり、キエフの聖ソフィア大聖堂を府主教座にした。その後、キエフ大公国時代の教会を多く復興させ、1642年に新たな正教要理を定めた。ウクライナ正教会、ルーマニア正教会、ポーランド正教会では聖人として崇敬されている。
ペトロー・モヒーラについてはカトリック教会からの影響が濃厚な事に対する否定的評価が正教会において述べられる事がある。